# Mezon fi
Mezon φ (fi) – mezon wektorowy, o izospinie 0, złożony z kwarku i antykwarku s. Ściślej mówiąc, zawiera także niewielką domieszkę uu + dd. Rozpada się silnie, z czasem życia rzędu 10–22 s, najczęściej na parę kaonów (ze względu na regułę OZI). Jest swoją własną antycząstką.
Mezon φ został zaobserwowany w roku 1963, równolegle w Lawrence Berkeley National Laboratory i w Brookhaven National Laboratory. Wcześniej istnienie takiej cząstki postulował Murray Gell-Mann, proponując swój schemat klasyfikacji hadronów, nazwany przez niego „ośmiokrotną ścieżką”.
Znany jest jeden stan radialnie wzbudzony tego mezonu, o masie około 1680 MeV.